# Santa Elena, Aguascalientes
Santa Elena är en ort i Mexiko.   Den ligger i kommunen El Llano och delstaten Aguascalientes, i den centrala delen av landet, 400 km nordväst om huvudstaden Mexico City. Santa Elena ligger 2 011 meter över havet och antalet invånare är 127.
Terrängen runt Santa Elena är en högslätt. Runt Santa Elena är det ganska tätbefolkat, med 56 invånare per kvadratkilometer. Närmaste större samhälle är Palo Alto, 13,7 km nordost om Santa Elena. Trakten runt Santa Elena består till största delen av jordbruksmark.